# Macbeth (Halvorsen)
Macbeth is een verzameling manuscripten van bladmuziek van de Noor Johan Halvorsen. Halvorsen componeerde deze muziek voor voorstellingen van het gelijknamige toneelstuk van William Shakespeare in het Nationaltheatret in Oslo.  Het kreeg aldaar  een vijftiental voorstellingen vanaf 21 september 1920. De in het Nationaltheatret gegeven toneelvoorstellingen gingen meestal vergezeld van muziek uitgekozen of gecomponeerd door muzikaal leider en dirigent van het theaterorkest Halvorsen. De Noorse componist schreef zes stukjes muziek bij die voorstelling:
- een voorspel
- I Borgen
- een Intrata
- muziek bij het banket
- een heksenlied
- muziek bij een slaapwandelscène.

Na de uitvoeringen in 1920 werden de manuscripten opgeborgen in een map, die na het overlijden van Halvorsen terechtkwam bij de Staatsbibliotheek van Noorwegen.   